# Cormoran africain
Microcarbo africanus
Espèce
Synonymes
- Phalacrocorax africanus

Statut de conservation UICN

 LC  : Préoccupation mineure
Le Cormoran africain (Phalacrocorax africanus) est une espèce d'oiseaux aquatiques de la famille des Phalacrocoracidae. Son aire s'étend à travers l'Afrique subsaharienne. Il est aussi parfois appelé Cormoran à longue queue, Cormoran d'Afrique ou Cormoran pygmée africain.

## Description

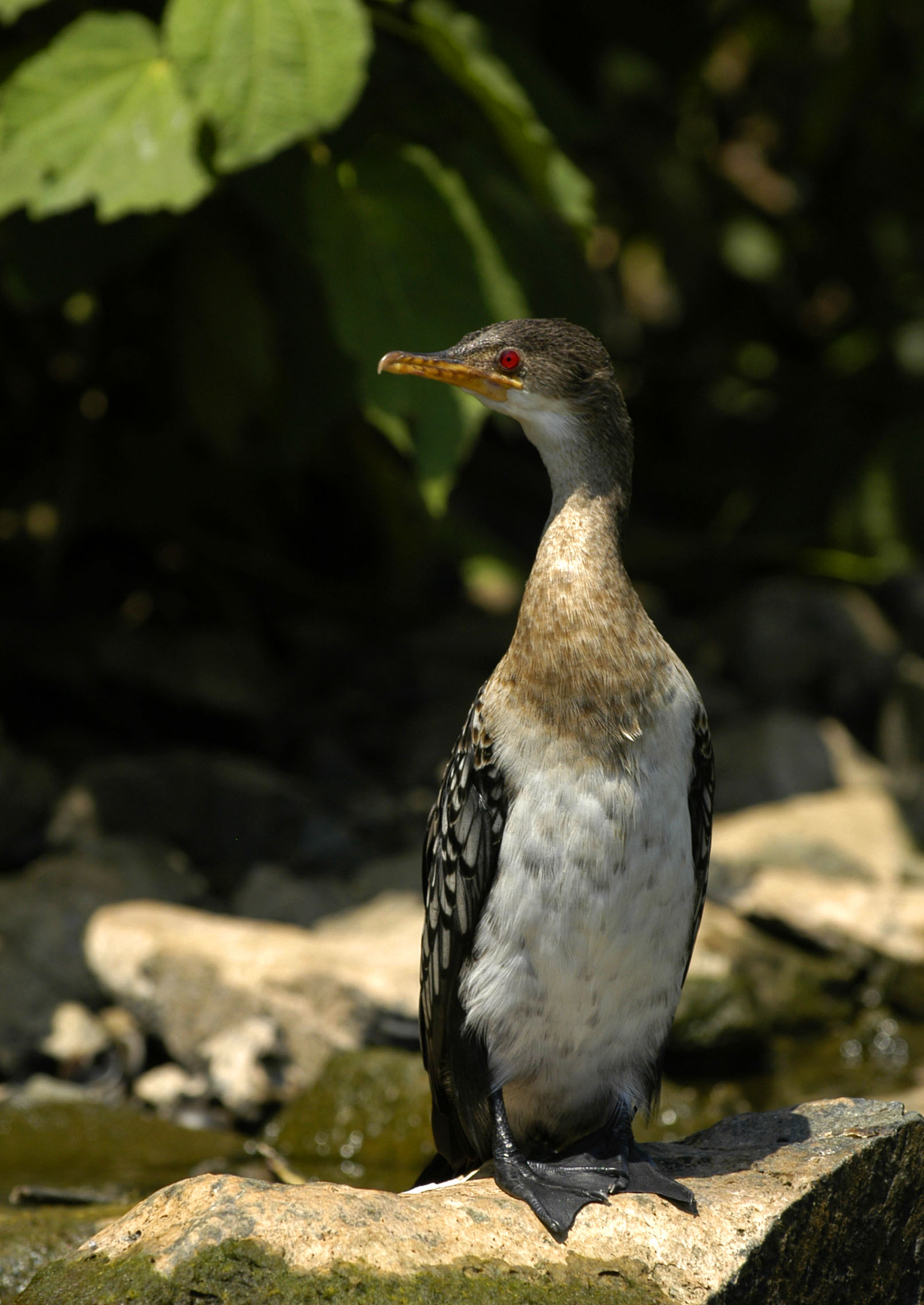
Cormoran africain juvénile

### Mensurations
Il n'y a pas de dimorphisme sexuel chez cette espèce.
C'est un petit cormoran de 50 à 60 cm de long,, et d'une envergure de 80 à 90 cm.

### Plumage nuptial
De plumage noir, cet oiseau présente des plumes de couverture des ailes et des épaules de couleur argentée, ponctuées de noir. Il possède une longue queue et une crête courte. La zone située entre le bec et l'œil est déplumée, montrant une peau faciale jaunâtre ; l'œil est rouge. Le bec, assez long et présentant un petit crochet à son extrémité, est jaune à jaune orangé. Les pattes sont noires.

### Plumage inter nuptial et juvénile
Les juvéniles et les adultes non-reproducteurs sont plus bruns, avec un ventre blanc sal, ou taché de marron. 

## Comportement

### Vol et nage
Comme tous les cormorans, le Cormoran africain est un bon nageur et un bon plongeur, mais ses plumes non imperméabilisées ont tendance à s'imbiber d'eau. De fait, alourdi par le poids de l'eau, cet oiseau nage avec le corps immergé (bien souvent, seuls le cou et la tête dépassent à la surface). Pour améliorer sa flottaison (et aussi pour se réchauffer), il sort régulièrement de l'eau afin de faire sécher ses plumes au soleil dans une position caractéristique des cormorans (voir les vidéos correspondantes dans les liens externes). Ceci lui permet aussi de se réchauffer.

### Alimentation
Son régime alimentaire est essentiellement piscivore , mais il peut de façon opportuniste consommer aussi des grenouilles, des insectes aquatiques, des crustacés voire des oisillons.
Le Cormoran africain pêche généralement durant 5 à 6 heures par jour, surtout à l'aube et au crépuscule.
Il est capable de plonger à grande profondeur, mais il se nourrit généralement en eau peu profonde. Les proies sont le plus souvent avalées en surface, tête la première.

### Comportement social
Le Cormoran africain, moins sociable que les autres espèces de cormoran, est généralement seul ou en petit groupe en dehors de la saison de reproduction, mais il peut y avoir des rassemblements comptant jusqu'à une trentaine d'individus sur certains lieux de pêche riches en poissons. Pour passer la nuit, il se perche sur un arbre qu'il partage volontiers avec d'autres cormorans, voire d'autres espèces d'oiseaux (Cigognes, hérons, ibis, aigrettes...),.

### Vocalisations
Généralement silencieux, cet oiseau peut émettre des cris caquetants lorsqu'il est en colonies.

### Reproduction

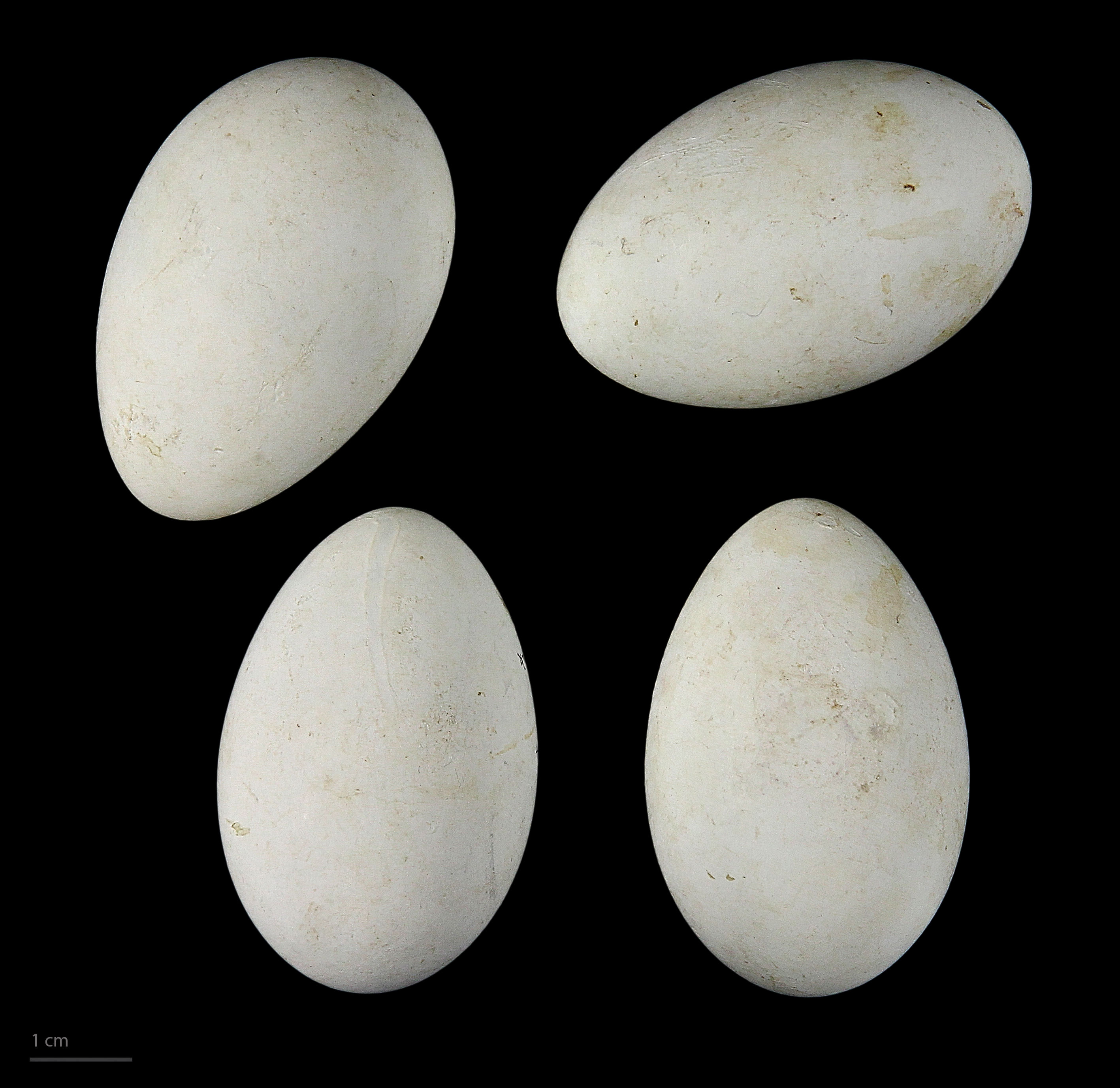
Microcarbo africanus - MHNT

Ce cormoran atteint l'âge de se reproduire vers 3 ou 4 ans. Les couples réalisent une parade nuptiale au cours de laquelle ils agitent la tête énergiquement, se toilettent et se caressent le bec et le cou mutuellement.
La période de reproduction est variable selon les zones. Elle se fait au sein de colonies. Le nid, constitué d'un amoncellement de brindilles et mesurant une vingtaine de centimètres de diamètre, est bâti sur un arbre ou au sol. La ponte comprend entre 2 et 4 œufs blancs légèrement teintés de vert ou de bleu.
L'incubation dure 24 jours ; elle est réalisée par les deux parents. Les oisillons sont nidicoles. Ils naissent nus et aveugles puis un duvet noir les recouvre.

## Répartition et habitat

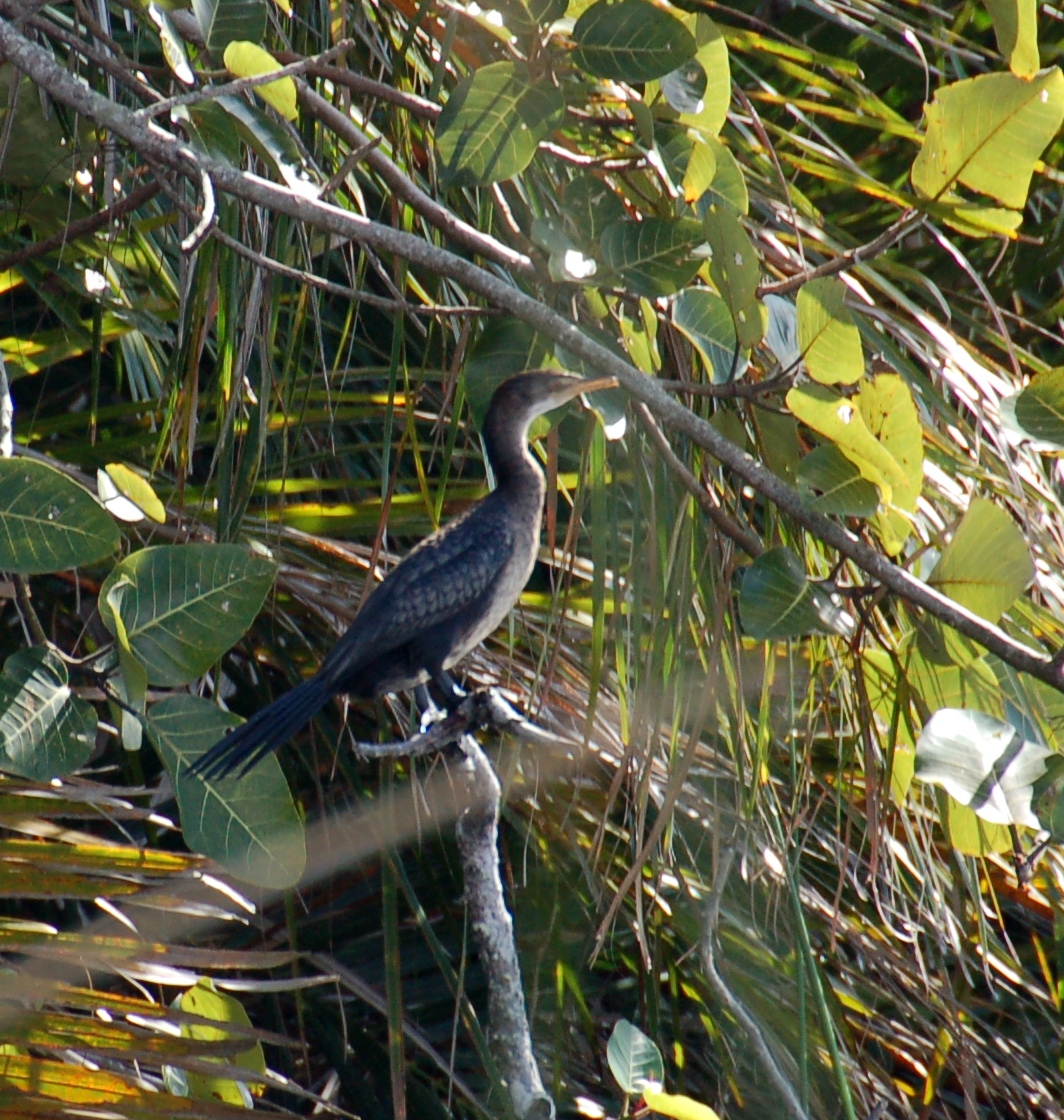
Cormoran Africain (Botswana).

### Habitat
Le Cormoran africain niche près des marécages et plans d'eau douce, ou près des zones côtières abritées (estuaires, baies côtières, mangroves...).

### Sous-espèces et répartition
Cette espèce se répartit dans l'Afrique sub-saharienne, mais est rare sur la côte orientale du continent au nord de Madagascar, et absente au niveau du désert de Namibie.
D'après la classification de référence (version 14.1, 2024) de l'Union internationale des ornithologues, le Cormoran africain possède 2 sous-espèces (ordre philogénique) :
- Microcarbo africanus africanus (Gmelin, 1789) : Afrique subsaharienne ;
- Microcarbo africanus pictilis (Bangs, 1918) : Madagascar.

### Migration
Bien qu'essentiellement sédentaire, cette espèce peut occasionnellement réaliser des déplacements de masse importants en cas de modifications du niveau des eaux où elle se nourrit. Ceci peut amener à la désertion d'une zone et à la colonisation d'une autre par un nombre important d'oiseaux.

## Systématique

### Étymologie
Le terme « cormoran » vient du vieux français « corp », le corbeau, et « marenc », de mer. L'évolution de ces termes a donné « cormareng » au XIIe siècle, puis « cormaran » au XIIIe siècle.

### Taxonomie
L'ancienne espèce Microcarbo africanus (au sens large) a été divisée en deux espèces distinctes :
- Microcarbo africanus (au sens strict) ;
- Microcarbo coronatus ;

mais certains auteurs considèrent ce dernier taxon comme une sous-espèce du Cormoran africain (Phalacrocorax africanus coronatus).

## Le Cormoran africain et l'Homme

### Relation Homme/animal
Comme tous les cormorans, le Cormoran africain est considéré comme un concurrent par les pêcheurs.

### Statut et préservation
Du fait de sa grande aire de répartition et de sa population assez importante (de 210 000 à 1 100 000 individus, l'UICN a classé cet oiseau dans la catégorie LC (préoccupation mineure).

### Philatélie
Plusieurs pays ont émis des timbres à l'effigie de cet oiseau : la Mauritanie en 1964 et 1994, et le Rwanda en 1965.